# ReLoad
A ReLoad a Metallica nevű zenekar albuma. Zeneileg – mint címéből is következik – a Load folytatása, maradtak az alteros hangulatú dalok. Ennek fő oka az, hogy a dalok egy időben születtek a Loadéval. 
A borító is újabb kapcsolódási pontot jelent, lévén ez is Andres Serrano Blood and Semen című fotósorozatából származik. Ez a sorozat üveglapok közé nyomott ondó és vér keverékből készített alkotásokból áll. Ez első látásra nem tűnik fel, sokan forgószélnek nézték a képet. Az albumról eddig 6 számot még sosem játszottak el élőben. Ez az utolsó stúdióalbum, melyen Jason Newsted basszusozott.

## Dalok
1. Fuel (Hammett, Hetfield, Ulrich) – 4:29
2. The Memory Remains (Hetfield, Ulrich) – 4:39
3. Devil's Dance (Hetfield, Ulrich) – 5:19
4. The Unforgiven II (Hammett, Hetfield, Ulrich) – 6:36
5. Better Than You (Hetfield, Ulrich) – 5:21
6. Slither (Hammett, Hetfield, Ulrich) – 5:13
7. Carpe Diem Baby (Hammett, Hetfield, Ulrich) – 6:12
8. Bad Seed (Hammett, Hetfield, Ulrich) – 4:05
9. Where the Wild Things Are (Hetfield, Newsted, Ulrich) – 6:54
10. Prince Charming (Hetfield, Ulrich) – 6:05
11. Low Man's Lyric (Hetfield, Ulrich) – 7:37
12. Attitude (Hetfield, Ulrich) – 5:16
13. Fixxxer (Hammett, Hetfield, Ulrich) – 8:15

## Közreműködők
- James Hetfield – Gitár Ének
- Lars Ulrich – Dob
- Kirk Hammett – Szólógitár
- Jason Newsted – Basszusgitár
- Bob Rock – Producer